# برج اف‌دبیلودی

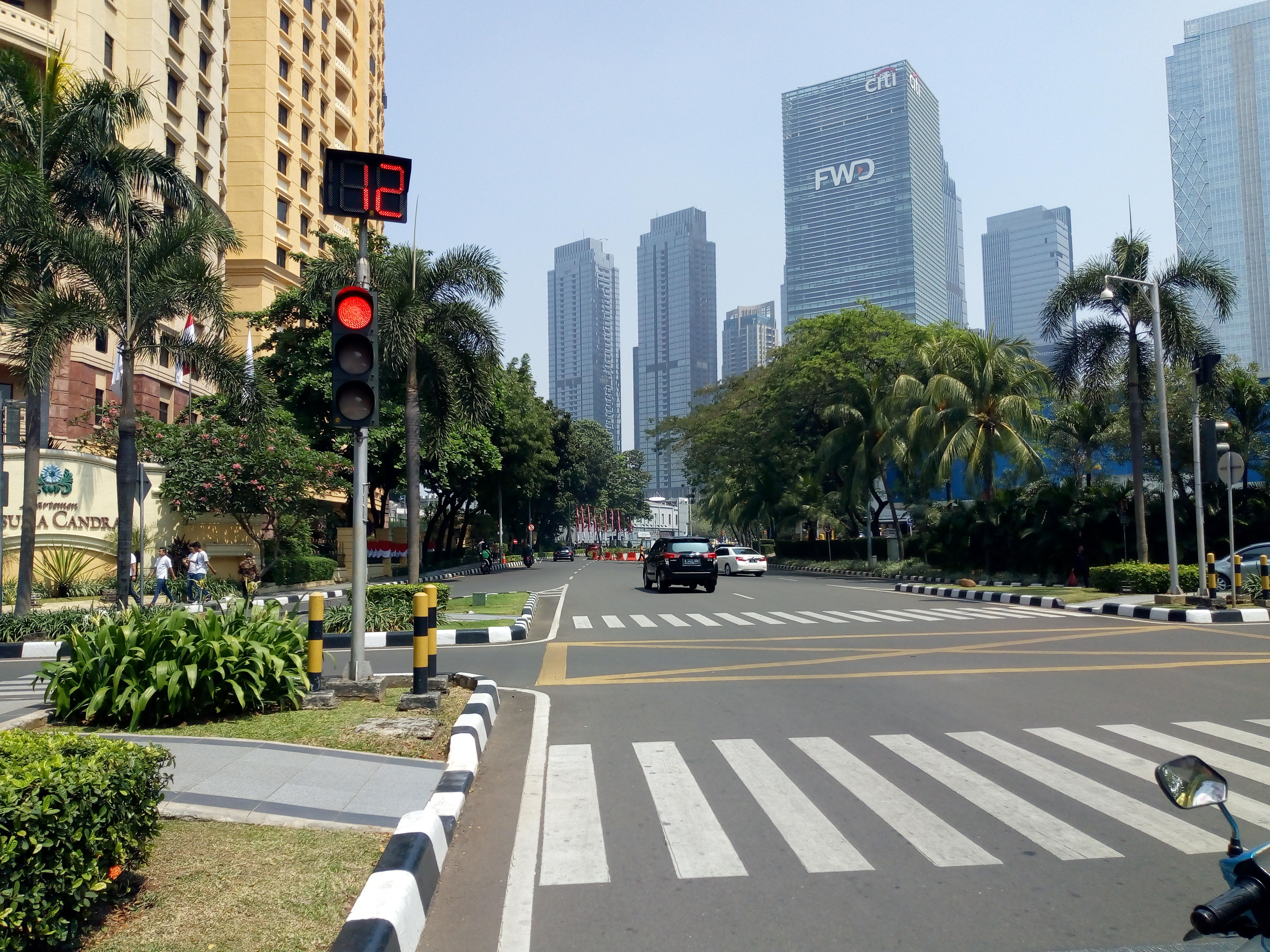
نمایی از برج در یکی از خیابان های جاکارتا

برج اف‌دبیلودی (به لاتین: FWD Tower) یک آسمان‌خراش در اندونزی است که در جاکارتا واقع شده‌است.